# NGC 7746
NGC 7746 is een lensvormig sterrenstelsel in het sterrenbeeld Vissen. Het hemelobject werd op 7 september 1886 ontdekt door de Amerikaanse astronoom Lewis A. Swift.

## Ecliptica
Het stelsel NGC 7746 bevindt zich betrekkelijk dicht bij de Ecliptica, hetgeen betekent dat het, vanaf de Aarde gezien, regelmatig bezoek krijgt van de planeten van het Zonnestelsel, alsook bedekt kan worden door de Maan.

## Synoniemen
- UGC 12768
- MCG 0-60-43
- ZWG 381.40
- PGC 72319